# Sisto Riario Sforza
Sisto Riario Sforza, italijanski rimskokatoliški duhovnik, škof in kardinal, * 5. december 1810, Neapelj, † 29. september 1877.

## Življenjepis
1. septembra 1833 je prejel duhovniško posvečenje.
24. aprila 1845 je bil imenovan za škofa Averse; škofovsko posvečenje je prejel 25. maja 1845. 24. novembra istega leta pa je bil postavljen za nadškofa Neaplja.
19. januarja 1846 je bil povzdignjen v kardinala in imenovan za kardinal-duhovnika S. Sabina.